# Brit Királyi Haditengerészet
A Brit Királyi Haditengerészet, hivatalos nevén Királyi Haditengerészet (angolul Royal Navy, rövidítve RN) az Egyesült Királyság haderejének legidősebb ágazata. A 18. század közepétől a 20. század közepéig a világ legerősebb és legnagyobb méretű haditengerészete, kulcsszerepet játszott a Brit Birodalom kialakulásában és fenntartásában. A második világháború alatt több, mint 900 hajója volt. A hidegháborús évek során a haditengerészet egy nagyrészt tengeralattjáró-elhárító szerepre rendezkedett be, a GIUK-átjárót védte szovjet tengeralattjárók ellen. A Szovjetunió összeomlásával visszatért a világtengereken végrehajtott küldetésekhez.
A Királyi Haditengerészet a hajói vízkiszorítása alapján az amerikai haditengerészet után a NATO második legnagyobb haditengerészete. Jelenleg 89 hajója van, többek között repülőgép-hordozók, egy helikopter-hordozó, partraszálló hajók, ballisztikus rakéta-hordozó tengeralattjárók, robotrepülőgép-hordozó rombolók, fregattok, aknaszedő hajók és járőrhajók. A világ minden táján a bevethetőséget a 16 hajót tartalmazó Royal Fleet Auxiliary kisegítőflotta teszi lehetővé.

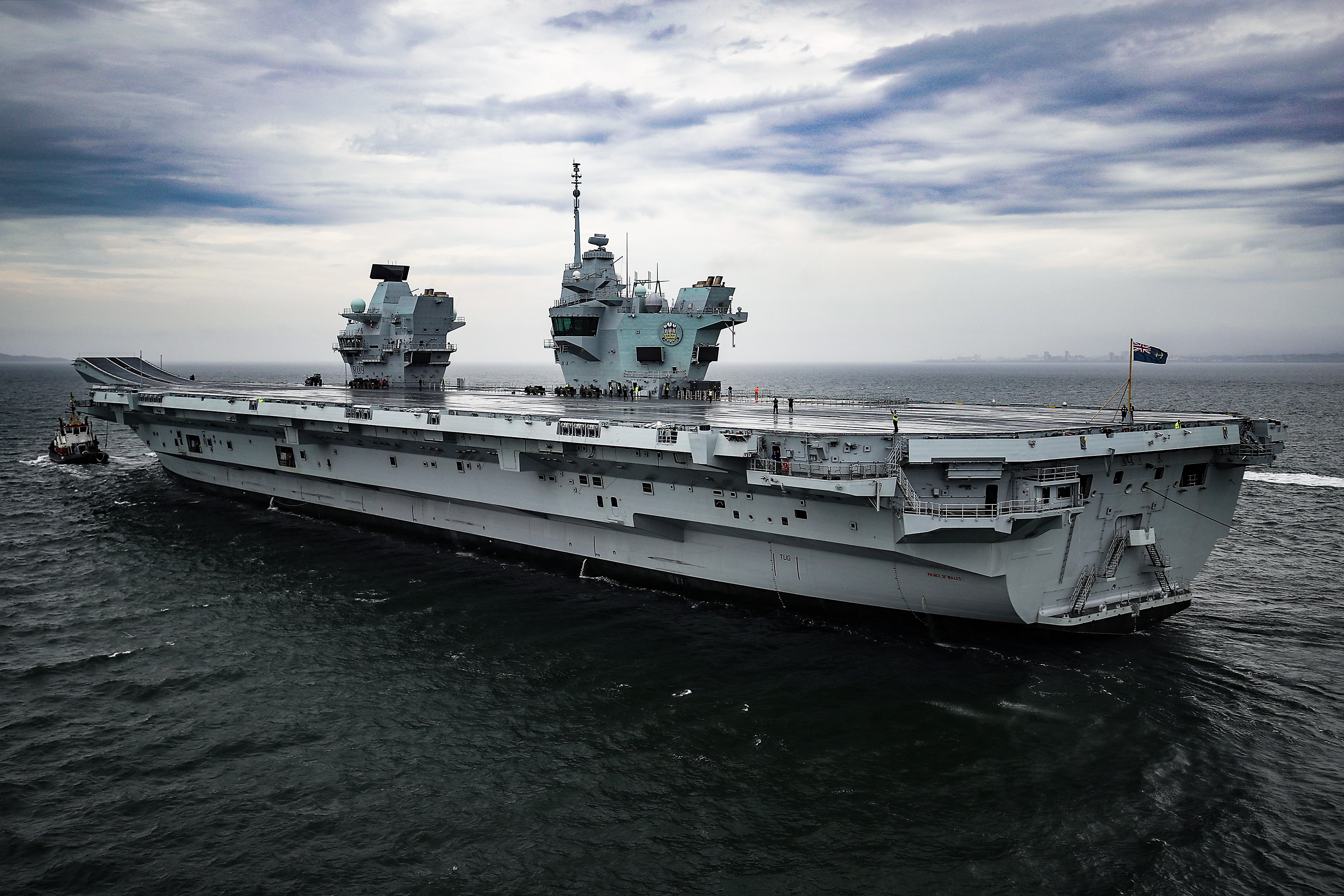
Az HMS Prince of Wales (R09) brit szuper repülőgép-hordozó 2019-ben.

A Királyi Haditengerészet összlétszáma 37 500 fő, ebből nagyjából 6000 fő a Királyi Tengerészgyalogság tagja.

## Története

### Az angol haditengerészet fejlődése

#### 900–1500

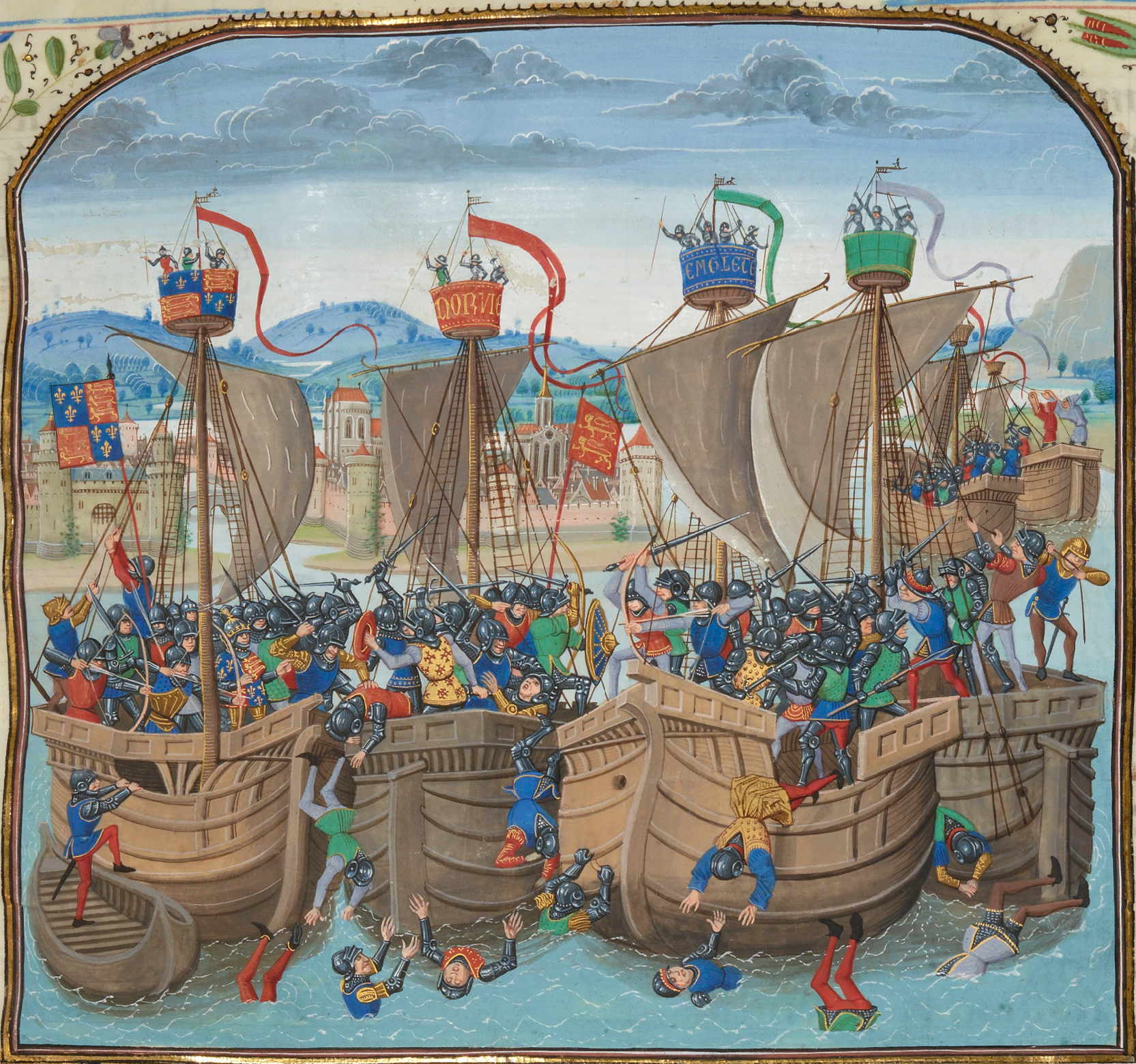
Győzelem a sluysi csatában.

Anglia első haditengerészetét a 9. században Nagy Alfréd hozta létre, és bár jelentős győzelmet aratott a vikingek felett, a győzelem után a haditengerészet lassan széthullott. Æthelstan wessexi király ütőképes haditengerészetet keltett életre, és a 937-es brunanburhi csata idejére az angol flotta nagyjából 400 hajót számlált. A küszöbön álló normann invázió megakadályozására II. Harold angol király abban bízott, hogy a flotta meggátolja Hódító Vilmos seregeit abban, hogy átkeljenek a La Manche-csatornán. A partraszállás előtt azonban a flottát egy vihar kikötőkbe kergette, így a normannok jelentősebb veszteség nélkül jutottak el Hastingsig és győzedelmeskedtek a csatában.
A 12. és 13. században az angol haditengerészet gyarapodásnak indult, és János angol királynak már 500 vitorlást számláló flottája volt. A százéves háború elején a francia flotta az angol flottánál erősebb volt, ám az 1340-es sluysi csatában az angolok szinte teljesen elpusztították. A 14. század közepére III. Eduárd angol király flottája 712 hajóból állt. Ezután azonban a hanyatlás évei következtek: 1372-ben és 1419-ben az angolok katasztrofális vereségeket szenvedtek La Rochelle-nél a francia-kasztíliai flottától, az angol kikötőket Jean de Vienne és Fernando Sánchez de Tovar flottái fosztogatták.

#### 1500–1707

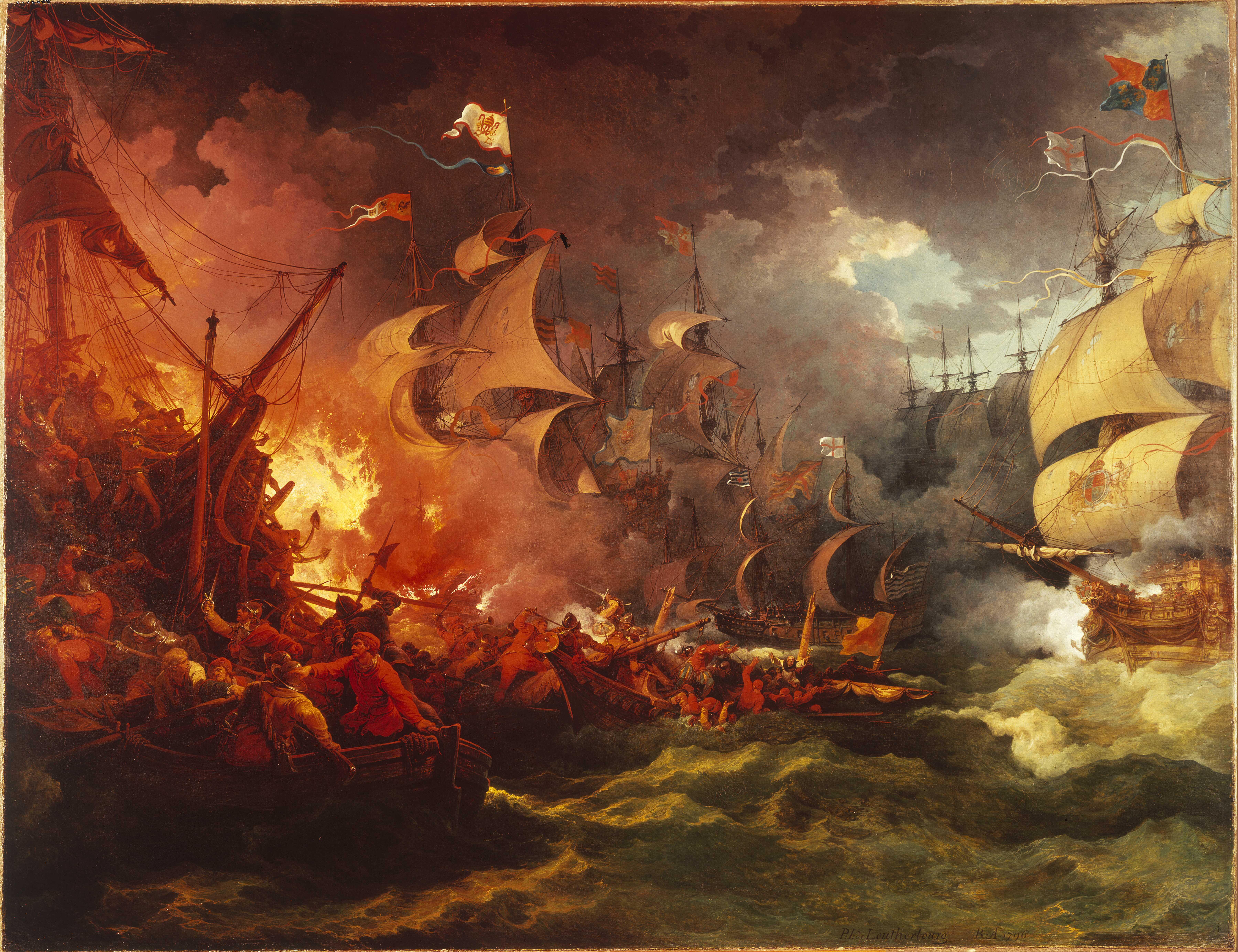
A „Legyőzhetetlen Armada” pusztulása.

Az első haditengerészeti reformot és a Royal Navy jelentős bővítését a 16. században VIII. Henrik angol király rendelte el. A kor híres hajói közé tartozott az Henri Grâce à Dieu és a Mary Rose, amelyek 1545-ben szálltak szembe a francia haditengerészettel a solent-i csata alatt. VIII. Henrik 1547-es halála idejére az angol flotta 58 hajóra bővült. 1588-ban a Spanyol Birodalomé volt a legerősebb európai haditengerészet, és a „Győzhetetlen Armadát” küldték Anglia ellen. Az Armada célja a spanyolok ellen harcoló hollandok utánpótlását biztosító angolok letörése, az angol kalózok legyőzése és I. Erzsébet protestáns angol királynő eltávolítása volt. A spanyol flotta kihajózott Lisszabonból, és egy Németalföldről indult inváziós erővel egyesülve szerette volna lerohanni Angliát. A terv azonban adminisztrációs tévedések, logisztikai hibák, angol rajtaütések, holland akadályoztatások és a rossz időjárás miatt meghiúsult. Az elszenvedett vereség súlyos csapás volt az akkoriban a nyugati világ szuperhatalmának számító Spanyol Birodalomra, fordulópontot jelentett a tengeri hadviselés történetében, és jelentősen hozzájárult Anglia, mint tengeri hatalom felemelkedéséhez.
A 17. század közepéig nem létezett állandó jellegű haditengerészet, ám ekkor Oliver Cromwell jelentősen fejleszteni kezdte a flottát. 15 %-os adót vetettek ki a kereskedelmi hajózás nyereségére, és a befolyt pénzből a hadiflottát fejlesztették. Cromwell tapasztalt tábornokait nevezte ki a flotta élére, ők lettek az úgynevezett tengeri tábornokok. A hajózáshoz ugyan nem sokat értettek, de hamarosan a kalóz hagyományokra épülő haditengerészetek között példátlan rendet és fegyelmet teremtettek: az angol hajóknak nemcsak több ágyújuk volt, de gyorsabban is lőttek velük, ráadásul összehangoltabban tevékenykedtek. A Maarten Tromp által feltalálta csatasort az angol flotta hivatalos harcrendjévé tették. Felismerték, hogy az új harcrend akkor igazán hatékony, ha a flotta egyes rajai közel azonos erejű hajókból állnak, ezért a hajókat osztályokba sorolták, és ambiciózus programmal a holland hajóknál nagyobb, jobban felfegyverzett hajók építésébe fogtak.
Az angol parlament a flotta élére Robert Blake „tengeri tábornokot” nevezte ki. Ebben az időben vált feszültté Anglia (1707 után Nagy-Britannia (Egyesült) Királysága) és az újonnan megalakult Holland Köztársaság viszonya, elsősorban az angol navigációs törvény miatt. Ez kimondta, hogy az Angliába és gyarmataira tartó vagy onnan induló árut csak angol vagy gyarmati hajók szállíthatnak. A holland kereskedőket ez súlyosan érintette, mivel az ország gazdasága a tengeri teherszállításon és kereskedelmen alapult; több teherszállító hajójuk volt, mint az többi európai országnak összesen. A holland gazdagságot irigylő angolok további olajat öntöttek a tűzre azzal, hogy megkövetelték, a La Manche-csatornán vagy az Északi-tengeren minden idegen hajó angol hajó láttán üdvözlésül húzza fel az angol lobogót. Ez a követelés a Mare Clausum elvet követte, azaz ezeket a területeket gyakorlatilag angol területnek tekintette. A hollandok azonban a Mare Librum elvét vallották, miszerint a tengeren mindenki szabadon hajózhat. Amikor Maarten Tromp altengernagy vezetésével egy holland flotta találkozott a Robert Blake vezette angol flottával, Tromp nem volt hajlandó felhúzni az angol lobogót. Blake az inzultusra válaszként megtámadta a hollandokat, és kezdetét vette az első angol-holland háború. A jobb állapotú angol flotta legyőzte a hollandokat, ám a konfliktus okait ezzel nem számolták fel, és azok hamarosan újabb összetűzésekhez vezettek.
A második és a harmadik angol-holland háborúban a hollandok legyőzték az angol flottát, és Angliától kikényszerítették a kereskedelmet torzító törvények eltörlését. Több emlékezetes tengeri ütközetben kiemelkedő admirálisok jelentek meg mindkét oldalon, így a holland Michiel de Ruyter, az angol Blake és George Monck. A medway-i rajtaütés az angol/brit haditengerészet egyik legteljesebb kudarca volt, és egyben a második angol-holland háborúnak is véget vetett. A veszteségek ellenére a Royal Navy a harmadik angol-holland háború után fokozatosan a világ legerősebb haditengerészetévé vált. A dicsőséges forradalomban a holland Orániai Vilmos partra szállt Angliában,  katonai puccsal eltávolította II. Jakab angol királyt, majd angol királlyá választották. 1692-ben a holland haditengerészetet a Royal Navy admirálisainak irányítása alá helyezték, bár a flottákat nem vonták össze.

### Az Egyesült Királyság haditengerészeti fejlődése
Az 1707-es Egyesülési Törvény szerint a három hajót számláló Skót Királyi Haditengerészet összeolvadt az angol haditengerészettel, és létrejött az Egyesült Királyság haditengerészete, a modern Royal Navy.

#### 1707–1914

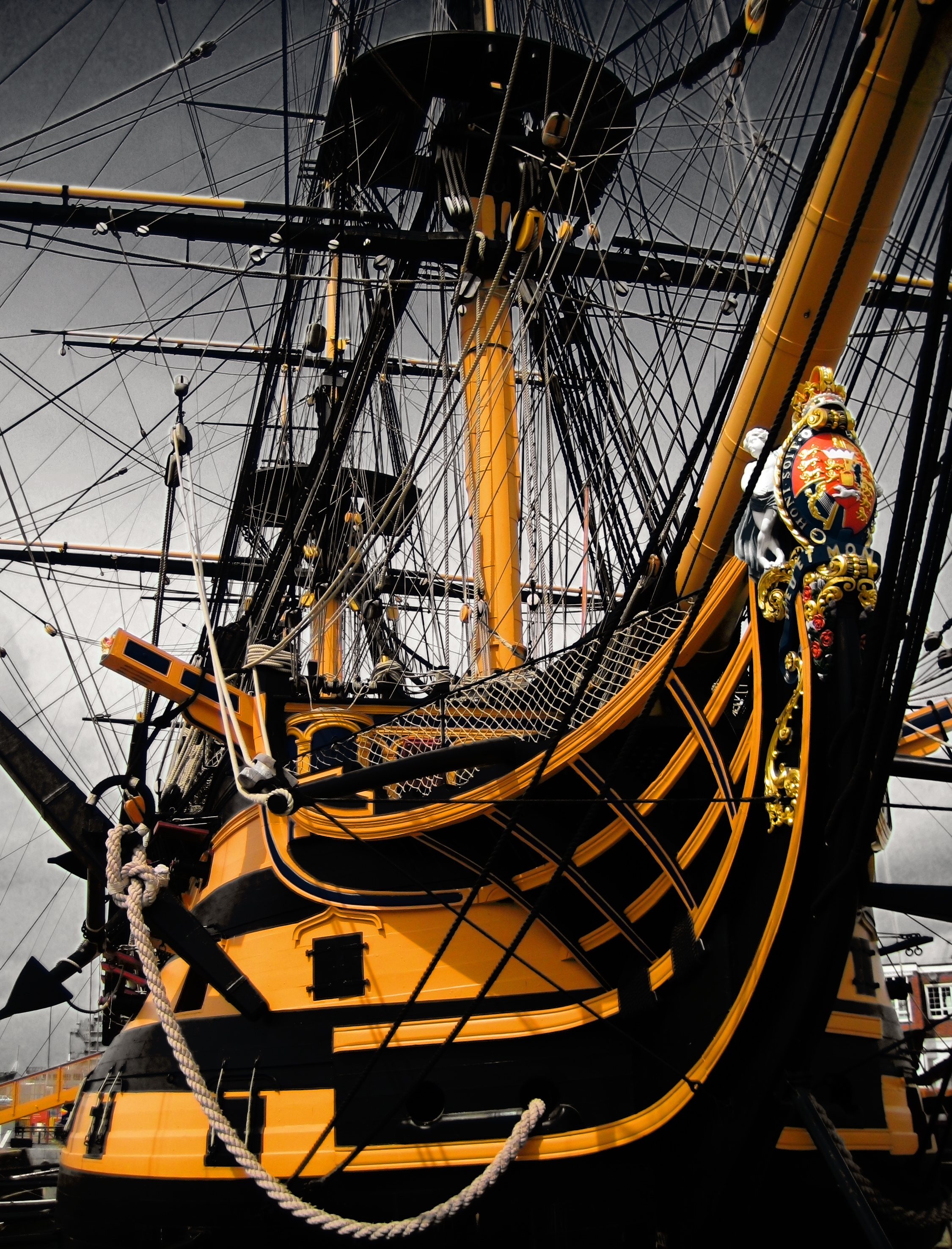
A HMS Victory Nelson zászlóshajója volt a trafalgari csatában. A hajó a mai napig a Royal Navy állományába tartozik, bár most már állandó jelleggel szárazdokkban tartják.

A 18. század elejére a Royal Navy-nek több hajója volt, mint bármelyik más haditengerészetnek. Bár a korszak elején számos pénzügyi problémával kellett szembesülnie, időközben kialakultak a kormányfinanszírozás modern eszközei és a haditengerészet további fejlődésnek indulhatott anélkül, hogy államcsődbe taszítaná az országot. A spanyol örökösödési háború tengerészeti hadműveletei először egy földközi-tengeri bázis megszerzésére törekedtek, és egy Portugáliával kialakított szövetséghez, valamint Gibraltár 1704-es és Mahón 1708-as elfoglalásához vezettek. Az 1718–20 között zajlott négyes szövetség háborújában, majd a 18. század közepén kezdődött osztrák örökösödési háború és a „Jenkins füle” háborúban a brit haditengerészet a spanyol ellen harcolt. A Royal Navy részt vett a hétéves háborúban is, amelyet Winston Churchill később az első világháborúnak nevezett. Az 1778-as francia intervencióig a haditengerészet az amerikai függetlenségi háborúban harcolt a gyerekcipőben járó kontinentális haditengerészet ellen. A függetlenségi háború legfontosabb mozzanata 1781-ben következett, amikor is a chesapeake-öböli csatában a brit haditengerészet nem tudta áttörni a francia blokádot, így a brit szárazföldi csapatok a yorktowni csatában kénytelenek voltak megadni magukat. Ezzel a háború is eldőlt a kontinensen, aminek a következménye lett az Az Amerikai Egyesült Államok függetlenségének elismerése.
A napóleoni háborúk idejére a brit haditengerészet elérte a legmagasabb hatékonyságát. Bár a francia forradalomban az Egyesült Királyság a kezdetekkor nem vett részt, 1793-ban Franciaország hadat üzent. A következő 12 év során a brit flotta többször is győztesen került ki a francia-spanyol flottával szembeni harcból, például az 1797-es st. vincent-foki csatából vagy az 1798-as nílusi csatából.
A haditengerészet eredményeinek csúcspontját azonban az 1805. október 21-i trafalgari csata jelentette, ahol a szám szerint kisebb, de lényegesen tapasztaltabb brit flotta Lord Nelson vezetésével döntő csapást mért a francia-spanyol flottára. A győzelem eredményeként gyakorlatilag nem maradt a brit haditengerészettel szembeszállni képes flotta a világtengereken, és 1805-től 1914-ig „Britannia uralkodott a habok felett”.
A trafalgari győzelmet követő évek során egyre növekedett a feszültség Nagy-Britannia és az Egyesült Államok között. Az amerikai kereskedők kihasználták országuk semlegességét, és egyszerre kereskedtek Európa brit és francia irányítás alatti területeivel. Mindkét ország azon volt, hogy megakadályozza a másik tengeri kereskedelmét, de csak a Royal Navy volt olyan helyzetben, hogy tengeri blokádot alakíthasson ki. 1812-ben az USA hadat üzent az Egyesült Királyságnak és elfoglalta Kanadát. Az 1812-es brit–amerikai háborúban a tengeri összecsapások nagyrészt egy-egy hajó harcából, valamint a kereskedelmi hajózás megzavarásából álltak.
1793. és 1815. között a Royal Navy 344 hajót vesztett csatán kívüli okokból: 75 elsüllyedt, 254 hajótörést szenvedett, 15 pedig balesetből eredendően felrobbant vagy leégett. Ugyanebben az időszakban 103 660 tengerésze is meghalt: 84 440 betegségben vagy balesetben, 12 680 hajótörésben vagy elsüllyedésben és 6540 csatában.
A 19. századtól kezdődően a Királyi Haditengerészet aktívan elkezdett a rabszolga-kereskedelem és a kalózkodás ellen fellépni, valamint folytatta a Föld feltérképezését. A haditengerészet földmérési hajóin emellett jelentős tudományos munkát is végeztek. Charles Darwin a HMS Beagle-en utazta körbe a földet, és az utazása során végzett tudományos megfigyelései vezettek később az evolúció elméletéhez.
A század végén a tengerészet első lordja, Jackie Fisher báró több strukturális változást hajtott végre a haditengerészet kötelékében: számos régi hajót leselejtezett, hajóbontóba küldött vagy tartalékos flottába helyezett, hogy az így felszabadított pénzt és embereket újabb hajóknál lehessen használni. Szintén Fisher báró vezetése alatt fejlesztették ki a HMS Dreadnought-ot, a haditengerészeti hagyományokat gyökeresen felrúgó és forradalmian új csatahajót. Ez a hajó egymaga az összes akkori csatahajót egy csapásra elavulttá tette, és Európában fegyverkezési versenyhez vezetett. Percy Scott tengernagy számos új programmal tette a Királyi Haditengerészet hajóit még hatékonyabbá a csatákban, például tüzérségi kiképzéssel és központosított tűzvezetéssel.

#### 1914–1945

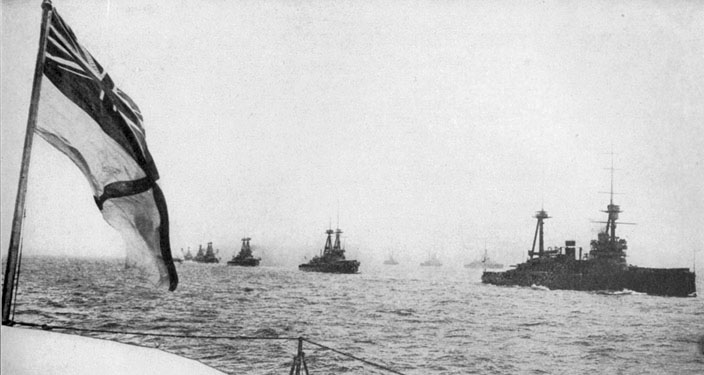
A Royal Navy fő erejét képező Grand Fleet csatahajói az I. világháborúban.

Mindkét világháborúban a Royal Navy létfontosságú szerepet játszott az Egyesült Királyság élelem-, nyersanyag- és fegyver-ellátmányának biztosításában. A korlátlan tengeralattjáró-háborúban kemény áldozatok árán, az első és a második világháborúban is sikeresen megvédte Nagy-Britanniát.
Az első világháborúban a Royal Navy flottájának nagy része, a Grand Fleet a Brit-szigetek körül került bevetésre, elsődleges célja a német nyílt tengeri flottával, a Hochseeflotte-tal való megütközés volt. Döntő győzelem nem született. A Royal Navy és a Német Császári Haditengerészet, a Kaiserliche Marine, számos csatában csapott össze, többiek között az első helgolandi csatában és a jütlandi csatában. Bár a Grand Fleet ellenfelénél nagyobb veszteségeket szenvedett el, a háború későbbi szakaszaiban sikeresen megakadályozta a német haditengerészet nagyobb tengeri mozgásait.
Ebben a korszakban még nagyon szoros kapcsolat volt a Royal Navy és az egyes brit domíniumok haditengerészetei között: Ausztrál Királyi Haditengerészet (1901-ben alapítva), Kanadai Királyi Haditengerészet (1910), Dél-afrikai Haditengerészet (1922) és Új-Zélandi Királyi Haditengerészet (1941). A domíniumok haditengerészetei gyakran helyeztek át tiszteket a Royal Navy állományába, parancsnokaik általában brit főtisztek voltak, hadihajóik gyakran brit flottakötelékek keretében szolgáltak békében és háborúban. A domíniumok haditengerészeteit a nemzetközi egyezmények, mint a washingtoni haditengerészeti szerződés a Royal Navy részének tekintették.
A két világháború közötti időszakban a Royal Navy erejét jelentősen megnyirbálták. Az 1922-es washingtoni haditengerészeti szerződés értelmében nagyszámú csatahajót és csatacirkálót kellett leselejtezni, valamint az új hajók építését is korlátozta. Az 1930-as londoni haditengerészeti egyezmény az új hajók építésének kezdetét 1937-re tolta ki, és határt szabott a cirkálók, rombolók és tengeralattjárók számának is. Az 1930-as évek közepétől egyre növekvő nemzetközi feszültségek miatt az 1935-ös második londoni haditengerészeti egyezmény nem tudta leállítani az újra felpörgő haditengerészeti fegyverkezési versenyt, és 1938-ra a korábbi egyezmények korlátozásait gyakorlatilag figyelmen kívül hagyták. Eddigre már a Royal Navy újrafegyverzése is emelt tempóban folyt: megkezdődött 5 db a King George V és 2 db Lion osztályú csatahajó és 7 db új repülőgép-hordozó, így a HMS Ark Royal építése is. Új fegyverneme is alakult Brit Flottalégierő (Fleet Air Arm) néven, ami 1937-től ténylegesen is aktív szerepet tölt be a flottavédelemben. Az új hajóépítések mellett három régi csatahajót, egy csatacirkálót és egy nehézcirkálót újjáépítettek, valamint megerősítették a légelhárító fegyvereiket. Ki- és továbbfejlesztették az ASDIC, HF/DF és hidrofon felderítő rendszereket. Ebben az időszakban méretét tekintve a Royal Navy továbbra is a legnagyobb volt a világon, költségvetése is a legmagasabb, de Nagy-Britannia az Amerikai Egyesült Államok gazdasági lehetőségeivel már nem versenyezhetett, és Japán méretre jóval kisebb, de korszerű flottája is komoly kihívást jelentett, mert egy újabb világháború során számolni kellett azzal, hogy a brit haditengerészet egyszerre kerül szembe a német, az olasz és a japán flottával.
A második világháború kezdetén, 1939 szeptemberében a brit haditengerészet a legerősebb, és méretét tekintve a legnagyobb volt a világon: hajóállománya 15 db csatahajóból és csatacirkálóból (további 7 állt építés alatt a King George V osztályban és a Lion osztályban), 7 db repülőgép-hordozóból (6 db további építés alatt), 66 db cirkálóból (további 23 db állt építés alatt), 184 db rombolóból (további 52 db állt építés alatt), 45 db kísérő és partvédelmi őrhajóból (további 9 db állt építés alatt és 1 db megrendelve) és 60 db tengeralattjáróból (további 9 db építés alatt) állt. Ez a szervezet fedezte a dunkerque-i csata utáni brit–francia koalíciós erők evakuálását. 1940-ben a világtörténelem első repülőgép-hordozóról indított repülőgépes támadását Cunningham tengernagy indította a tarantoi olasz hadikikötő ellen, az akcióban 1 db olasz csatahajó elsüllyedt, 2 db csatahajó súlyosan megrongálódott, melyet a japánok is kielemeztek és később alkalmazták a Pearl Harbor elleni támadásuk idején.
A háború elején három hajóosztály (Queen Elisabeth (5 db), Revenge (5 db), Nelson (2 db)) 12 db csatahajója (HMS Queen Elizabeth, HMS Warspite, HMS Valiant, HMS Barham, HMS Malaya, HMS Revenge, HMS Resolution, HMS Royal Oak, HMS Royal Soverign, HMS Ramilles, HMS Nelson, HMS Rodney), 3 db csatacirkáló (HMS Hood, HMS Repulse, HMS Renown) és 7 db repülőgép-hordozó (HMS Ark Royal, HMS Courageous, HMS Furious, HMS Glorious, HMS Eagle, HMS Hermes, HMS Argus) állt a Royal Navy rendelkezésére.
A II. világháborúban a Royal Navy súlyos veszteségeket szenvedett, többek között  3 db csatahajót (HMS Royal Oak, HMS Barham, HMS Prince of Wales), 2 db csatacirkálót (HMS Hood, HMS Repulse), 5 db repülőgép-hordozót ( HMS Courageous, HMS Glorious, HMS Ark Royal, HMS Eagle, HMS Hermes), valamint 4 db nehézcirkáló (HMS York, HMS Exeter, HMS Cornwall, HMS Dorsetshire), több könnyűcirkáló, számos romboló, fregatt és tengeralattjáró is elsüllyedt.
A Royal Navy ugyanakkor legyőzte a német és az olasz felszíni flottát, valamint amerikai segítséggel megnyerte az atlanti-óceáni tengeralattjáró-háborút is. 1944-től óriási erőket (8 csatahajó, 1 csatacirkáló, 10 nagy repülőgép-hordozó és jelentős kísérő flotta) vetett be Japán ellen.

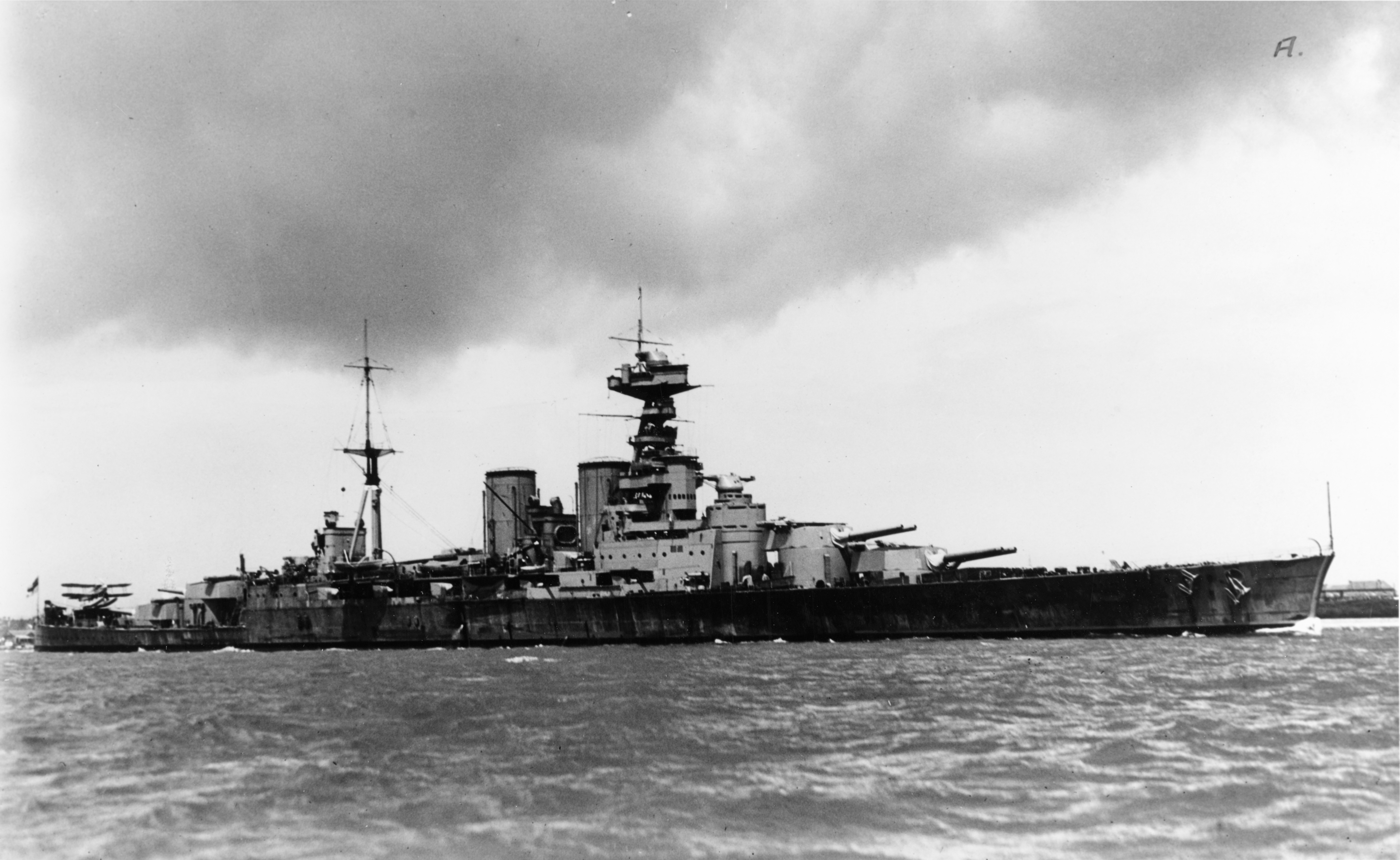
A HMS Hood csatacirkáló az 1930-as évek elején, melyet a német Bismarck csatahajó süllyesztett el 1941 májusában. 1918 és 9141 között az HMS Hood volt a világ legnagyobb hadihajója.

A hadműveletek során nyújtott támogatáson túl a Királyi Haditengerészet nyitva tartotta azokat a tengeri utakat, amelyeken át a világ távoli részén harcoló brit seregek ellátását biztosították. Az Atlanti-óceán uralma elengedhetetlen feltétele volt az észak-afrikai, szicíliai, olaszországi és normandiai partraszállásoknak. A távol-keleti vizeken azonban 1942-re jelentős veszteségeket szenvedett a kirendelt brit, holland flotta a japán ellenféltől a Jáva-tengeri csata idején. Ezt csak évek múltán, 1944-re sikerült ellensúlyozni, mikor is kialakították a többnemzetiségű Brit Csendes-óceáni Flottát (British Pacific Fleet), mely a háború végéig aktív maradt a térségben.

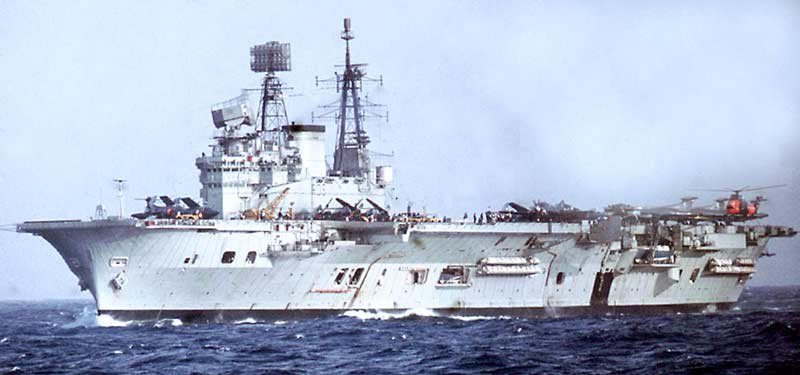
Az 55 000 tonnás HMS Eagle (R05) brit repülőgép-hordozó 1970-ben.

A háború alatt kiderült, hogy a tengeri hadviselést a repülőgép-hordozók és repülőgépeik fogják uralni, ezért az Egyesült Királyság csatahajók terén szerzett technológiai és haditengerészeti előnye a múltba veszett. Bár a brit haditengerészet a repülőgép-hordozók és számos más haditengerészeti technológia kifejlesztésében innovatív szerepet játszott, a második világháborút követő időszakban már nem rendelkezett elég anyagi forrással az innováció folytatásához.

#### A II. világháború utáni időszak
A második világégés után a Brit Birodalom széthullása és az Egyesült Királyságot sújtó gazdasági válság a Royal Navy méretének és képességeinek zsugorodásához vezetett. Az amerikai haditengerészet átvette korábbi globális szerepét a világtengereken. A Szovjetunió által jelentett fenyegetés és a számos távoli brit elkötelezettség új feladatokra hívta ki a Királyi Haditengerészetet.
A Royal Navy az 1960-as években érte el a háború utáni időszak csúcspontját. A két Audacious-osztályú repülőgép-hordozóval (a HMS Ark Royal-lal és a HMS Eagle-vel), az újraépített HMS Victorious-szal és a négy Centaur-osztályú könnyűhordozóval a Royal Navy az amerikai haditengerészet után a világ második legerősebb repülőgép-hordozó flottájával büszkélkedhetett, a nagyszámú fregatton és rombolón kívül. Szintén az 1960-as években jelentek meg az új, modern hajók, például a County-osztályú rombolók, az Invincible-osztályú fregattok, és a HMS Dreadnought, a Royal Navy első atommeghajtású tengeralattjárója. A Resolution-osztályú tengeralattjárókkal a Royal Navy atomfegyverek bevetésére is képessé vált, majd később az ország nukleáris elrettentő erejének egészét képviselte.

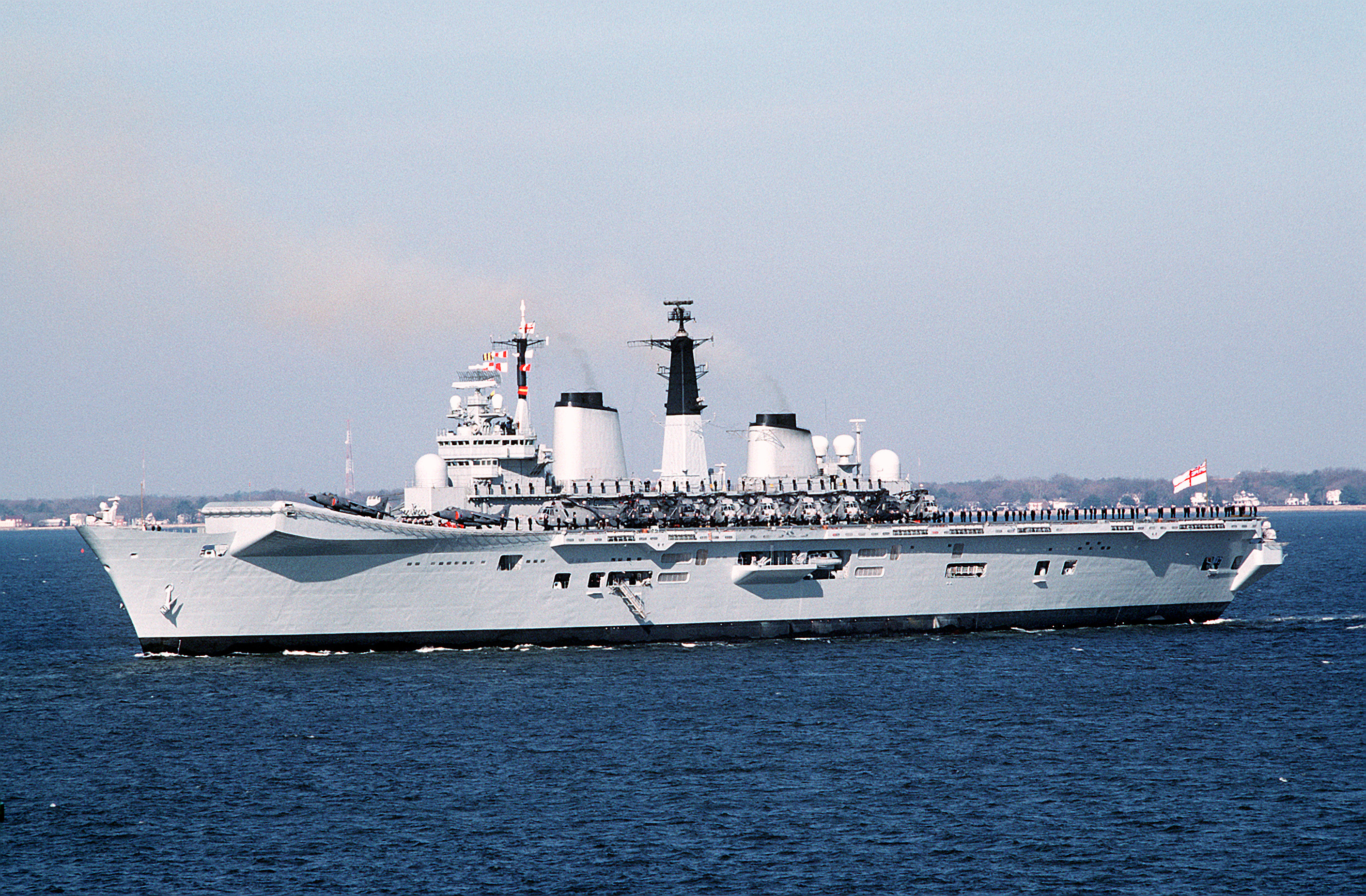
A HMS Invincible a névadó Invincible-osztályú repülőgép-hordozók első tagja.

1966-tól a munkáspárti kormány a katonai kiadások csökkentése mellett döntött, és a haditengerészet ismét lassú hanyatlásnak indult. 1979-ben a HMS Ark Royal-t is leselejtezték, és a csupán három Invincible-osztályú repülőgép-hordozó már nem volt elég a globális feladatok ellátására. A brit haditengerészet ezért a szomszédos tengereken tengeralattjáró-elhárító feladatra kezdett szakosodni.

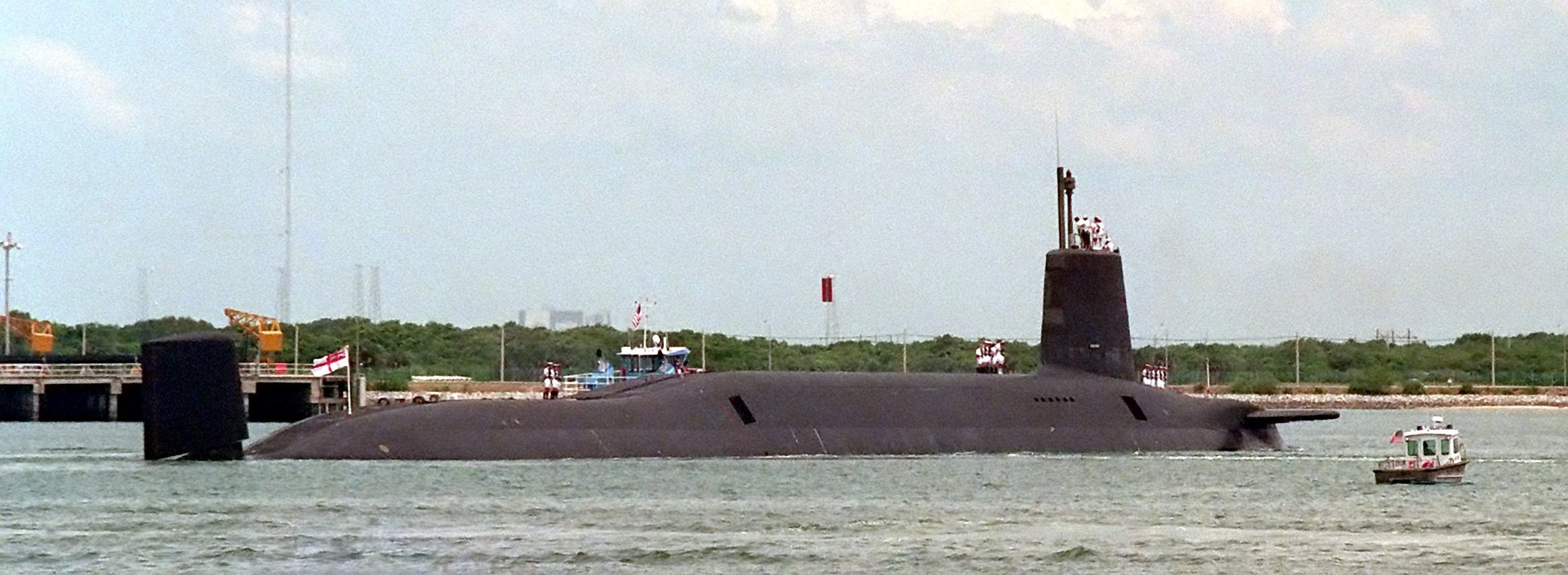
A HMS Vanguard ballisztikus rakéta hordozó nukleáris tengeralattjáró.

A Királyi Haditengerészet II. világháború utáni legfontosabb fegyverténye az Argentína elleni 1982-es Falkland-szigeteki háború megnyerése volt. A haditengerészet négy hadihajó és több tartalékos hajó elvesztése ellenére is be tudta bizonyítani, hogy egy Nagy-Britanniától 12 800 km-re található hadszíntéren is megállja a helyét. A HMS Conqueror a világ egyetlen atomtengeralattjárója, amely csatában lőtt ki ellenséges hajót, az argentin ARA General Belgrano-t. A háború ismét előtérbe hozta a repülőgép-hordozók és a tengeralattjárók fontosságát.

## A Royal Navy napjainkban

### Állomány
A Királyi Haditengerészetnek a tengerészgyalogságot is számítva 2006-ban 37 500 fős állománya volt.

### A flotta tagjai
Az 1960-as évek óta a Royal Navy hajóinak száma az ország igényeinek megváltozása miatt jelentősen csökkent. A számszeri csökkenés azonban nem tükrözi a Royal Navy új technológiák képviselő hajóinak csapásmérő képsségét – ám a kapacitásváltozást jól mutatja. Az alábbi táblázatban az 1960 óta megváltozott flotta mérete látható, hajócsoportos bontásban.
| Év   | Tengeralattjáró | Tengeralattjáró | Tengeralattjáró | Tengeralattjáró | Repülőgép-hordozó | Repülőgép-hordozó | Repülőgép-hordozó | Partraszálló-hordozó | Felszíni hajó | Felszíni hajó | Felszíni hajó | Felszíni hajó | Aknaszedő | Járőrhajó és -csónak | Összesen |
| Év   | Összesen        | SSBN            | SSN             | SS és SSK       | Összesen          | CV                | CV(L)             | Partraszálló-hordozó | Összesen      | Cirkáló       | Romboló       | Fregatt       | Aknaszedő | Járőrhajó és -csónak | Összesen |
| ---- | --------------- | --------------- | --------------- | --------------- | ----------------- | ----------------- | ----------------- | -------------------- | ------------- | ------------- | ------------- | ------------- | --------- | -------------------- | -------- |
| 1960 | 48              | 0               | 0               | 48              | 9                 | 6                 | 3                 | 0                    | 145           | 6             | 55            | 84            |           |                      | 202      |
| 1965 | 47              | 0               | 1               | 46              | 6                 | 4                 | 2                 | 0                    | 117           | 5             | 36            | 76            |           |                      | 170      |
| 1970 | 42              | 4               | 3               | 35              | 5                 | 3                 | 2                 | 2                    | 97            | 4             | 19            | 74            |           |                      | 146      |
| 1975 | 32              | 4               | 8               | 20              | 3                 | 1                 | 2                 | 2                    | 72            | 2             | 10            | 60            | 43        | 14                   | 166      |
| 1980 | 32              | 4               | 11              | 17              | 3                 | 0                 | 3                 | 2                    | 67            | 1             | 13            | 53            | 36        | 22                   | 162      |
| 1985 | 33              | 4               | 14              | 15              | 4                 | 0                 | 4                 | 2                    | 56            | 0             | 15            | 41            | 45        | 32                   | 172      |
| 1990 | 31              | 4               | 17              | 10              | 3                 | 0                 | 3                 | 2                    | 49            | 0             | 14            | 35            | 41        | 34                   | 160      |
| 1995 | 16              | 4               | 12              | 0               | 3                 | 0                 | 3                 | 2                    | 35            | 0             | 12            | 23            | 18        | 32                   | 106      |
| 2000 | 16              | 4               | 12              | 0               | 3                 | 0                 | 3                 | 3                    | 32            | 0             | 11            | 21            | 21        | 23                   | 98       |
| 2005 | 15              | 4               | 11              | 0               | 3                 | 0                 | 3                 | 2                    | 28            | 0             | 9             | 19            | 16        | 26                   | 90       |
| 2006 | 14              | 4               | 10              | 0               | 2                 | 0                 | 2                 | 2                    | 25            | 0             | 8             | 17            | 16        | 22                   | 82       |
| 2007 | 13              | 4               | 9               | 0               | 3                 | 0                 | 3                 | 3                    | 25            | 0             | 8             | 17            | 16        | 22                   | 83       |

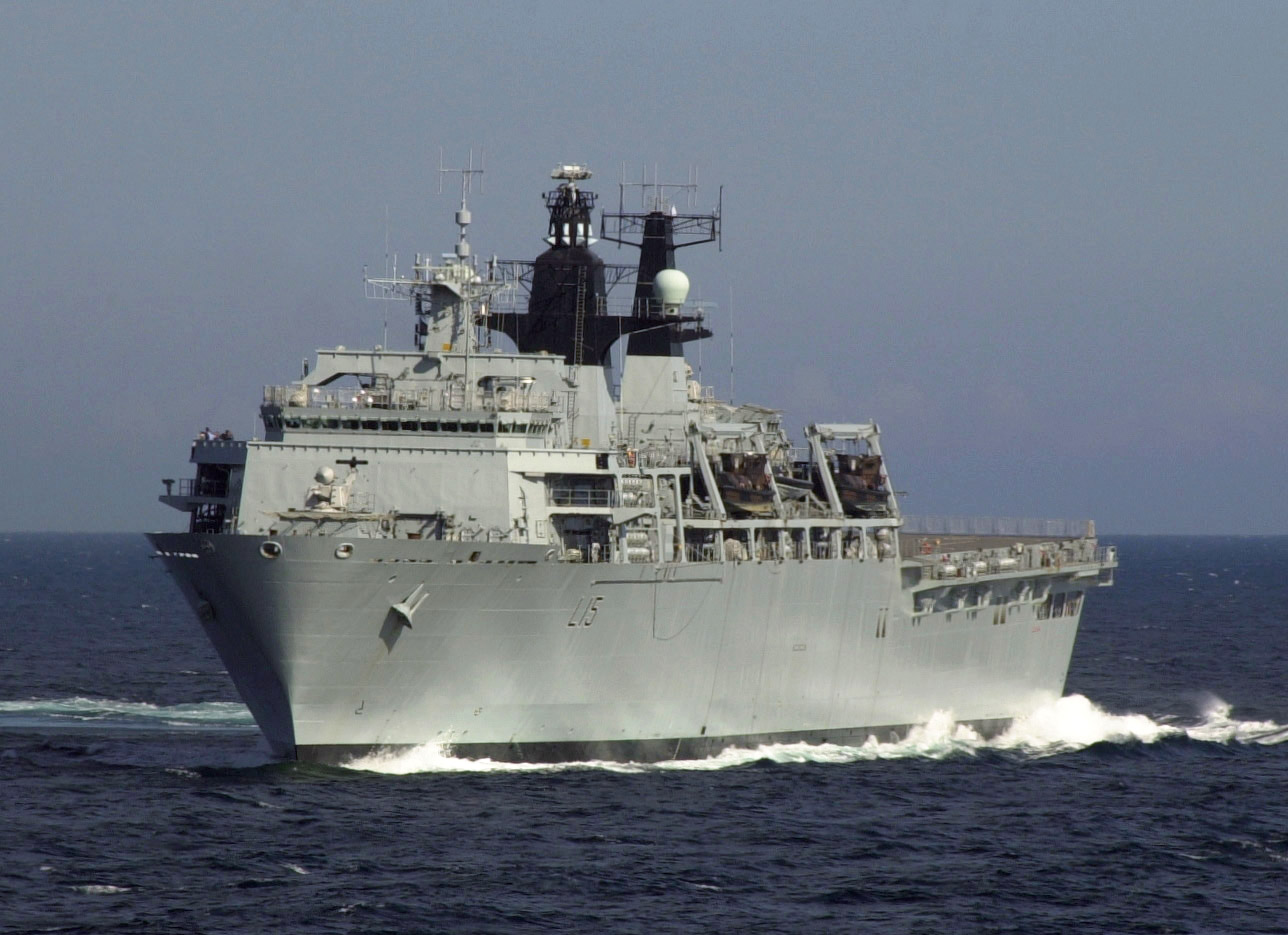
A HMS Bulwark egy Albion-osztályú partraszálló-hordozó

1982-ben, még a Falkland-szigeteki háború előtt John Nott akkori védelmi miniszter számos haditengerészeti megszorítást vezetett be. A háború azonban bebizonyította, hogy a haditengerészetnek szüksége van expedíciós és partmenti csapásképességre, amely feladatokat az akkori struktúrájában nagyon nehezen tudott ellátni. A hidegháború végére a Royal Navy egy tengeralattjáró-elhárításra összpontosító haderő volt, amely az Atlanti-óceán északi részén vadászott szovjet tengeralattjárókra illetve üzemeltette a saját, nukleáris elrettentést biztosító tengeralattjáróit.
A hidegháború utáni brit külpolitika számos olyan helyzettel szembesült, ahol az Atlanti-óceánon kívüli területekre kellett repülőgép-hordozókat küldeni: az Adriai-tengerbe a boszniai és koszovói háborúk során, Sierra Leonéba vagy a Perzsa-öbölbe. A kalózok megfékezésére rombolókat és fregattokat kellett a Malaka-szorosba és Északkelet-Afrikába küldeni. Az 1990-es években ezért a haditengerészet modernizálásába kezdtek, amely egy tengeralattjáró-elhárító feladatról átállt egy globális expedíciós haderőre. Ez az átállás a flotta nagy részének lecserélésével és több nagyobb beszerzéssel járt.

#### A flotta nagyjai: repülőgép- és partraszálló-hordozók

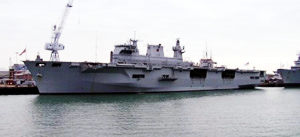
A HMS Ocean a Royal Navy egyik helikopter-hordozója.

A három Invincible-osztályú repülőgép-hordozó leváltására a Királyi Haditengerészet két Queen Elizabeth-osztályú (HMS Queen Elizabeth, HMS Prince of Wales) szuper hordozót rendelt meg. Az egyenként 3,9 milliárd angol fontba kerülő hajó vízkiszorítása 65 000 tonna lesz, és a késésekkel számolva 2015-ben fog hadrendbe állni. A hordozóról STOVL jellegű F–35 Lightning II vadászgépek fognak üzemelni, amelyek a jelenlegi Harriereket váltják majd le. A HMS Ocean helikopter-hordozót az Invincible-osztályú repülőgép-hordozó alapján tervezték.
A Royal Navy partraszállási feladatait négy, 2006-ban és 2007-ben hadrendbe állított Bay-osztályú, valamint két Albion-osztályú partraszálló-hordozóval látja el.

#### Kísérőhajók

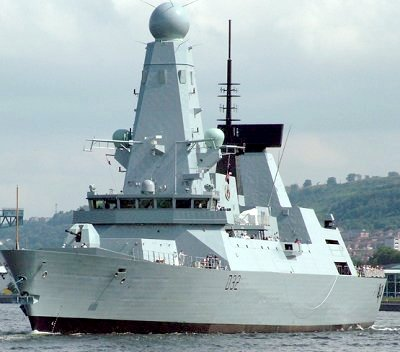
A HMS Darling a Type 45 osztályú irányított rakétarombolók első tagja

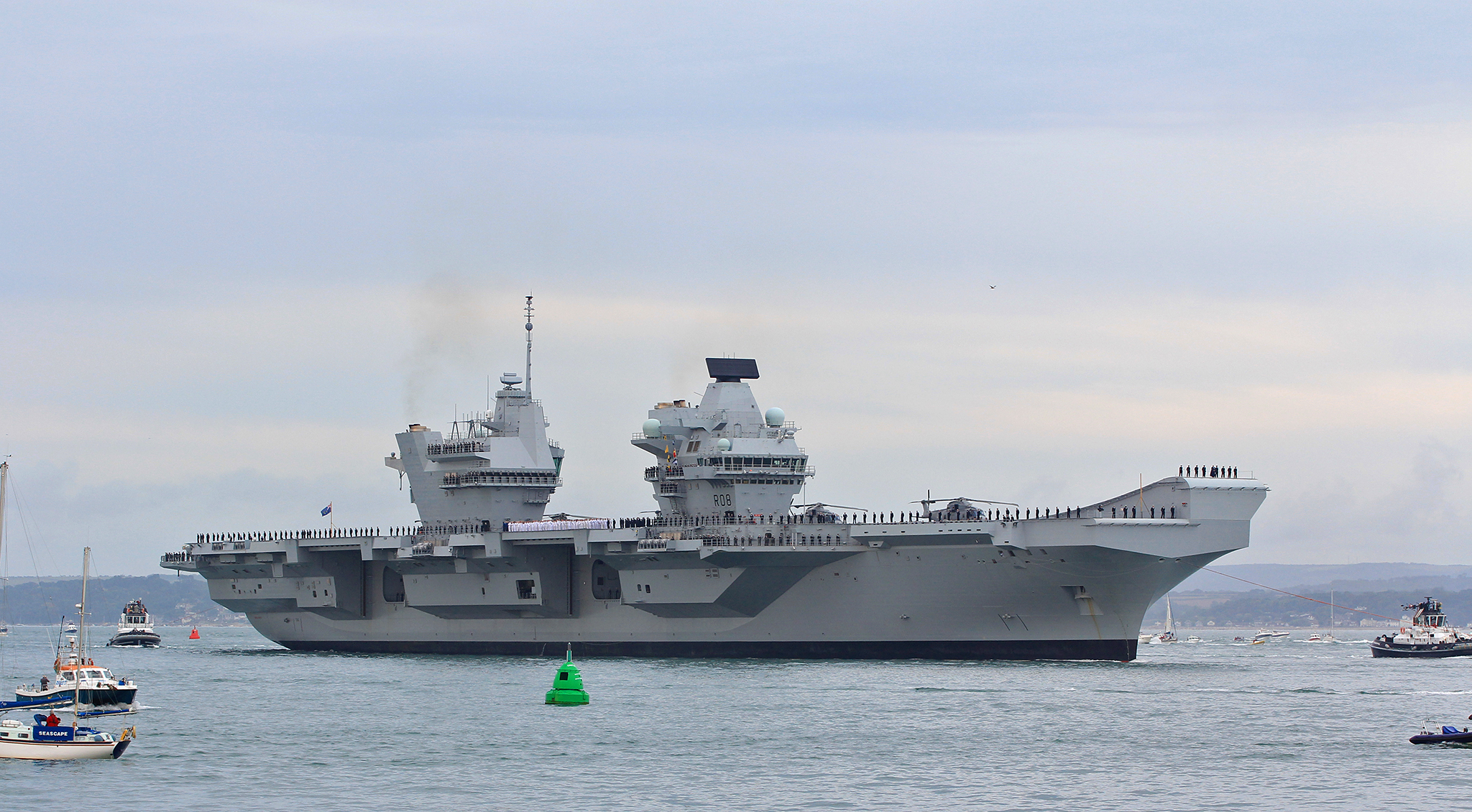
Az HMS Queen Elizabeth brit szuper repülőgép-hordozó 2017-ben.

A haditengerészet zömét a fregattokból és rombolókból álló kísérőhajó-flotta teszi ki. A kísérőhajó-flottát is modernizálják – a jelenlegi 5 + 2 tartalékos Type 42 osztályú rombolót a nagyobb Type 45 osztályra fogják lecserélni.
Jelenleg hat darab Type 45 rombolót építenek vagy állítanak hadrendbe. Az eredeti szerződés szerint az osztályból a Royal Navy 12 hajót rendelt volna, de a 2008. júniusi állapot szerint csak hatot fognak építeni. A Type 45 fő rendeltetése a légelhárítás, amelyhez Sea Viper légvédelmi rendszerrel szerelik fel: Aster 15 és Aster 30 rakétákkal, valamint Sampson tűzvezető radarral.

#### Tengeralattjárók

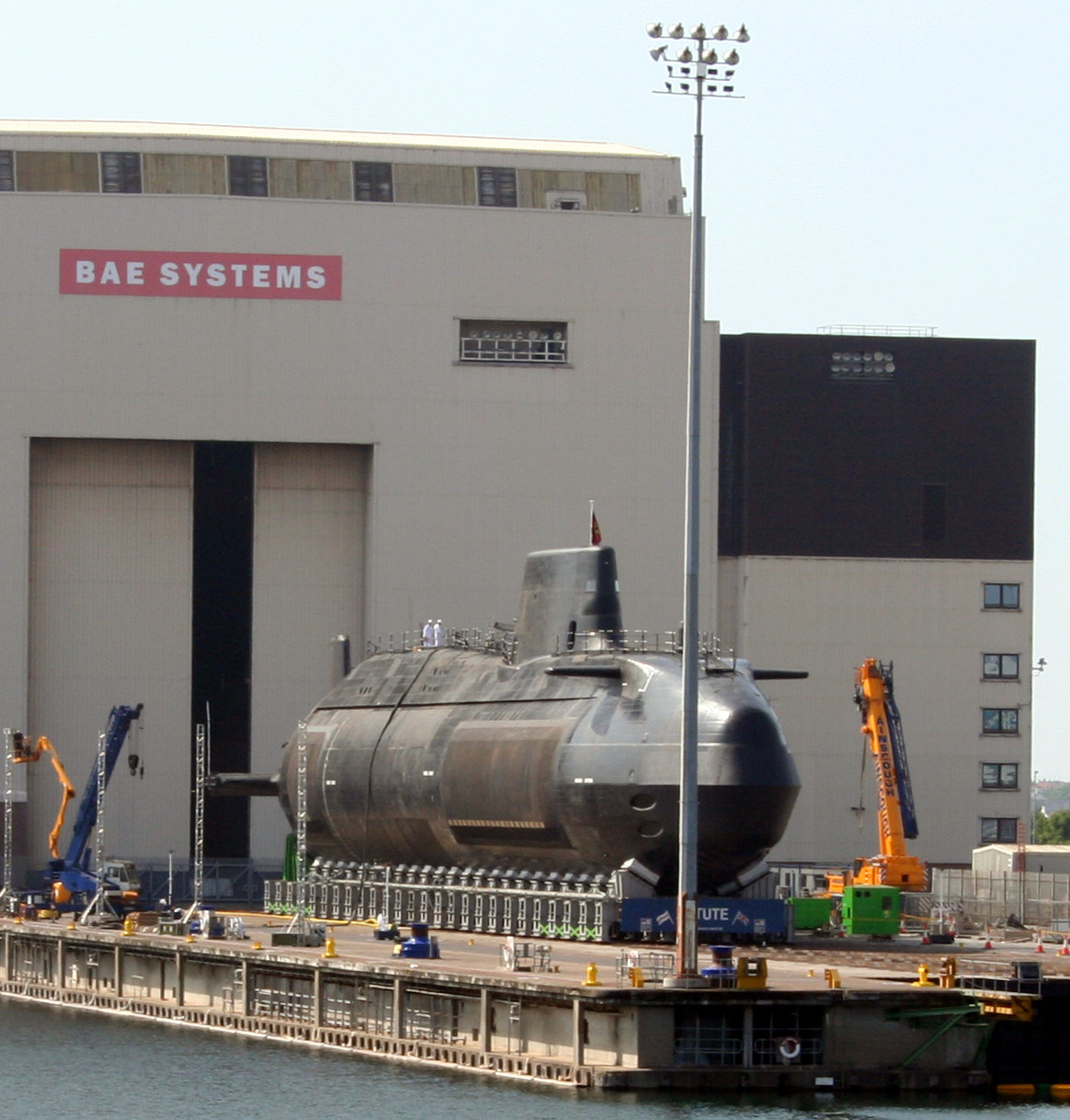
A HMS Astute a brit flotta legmondernebb tengeralattjáró-osztályának első tagja.

Jelenleg négy Astute-osztályú tengeralattjárót építenek vagy állítanak hadrendbe, és a költségektől függően még három-négy további tengeralattjáró beszerzését is tervezik. Az osztály névadó hajója, a HMS Astute 2009-ben fog hadrendbe állni. Ezek a tengeralattjárók lényegesen nagyobbak az elődjüknél, a Trafalgar-osztálynál, teljes merülésnél a vízkiszorításuk 7800 tonna. Mind a hét Trafalgar-osztályú tengeralattjáró jelenleg szolgálatban áll, ahogyan az előző Swiftsure-osztály utolsó hajója is. 2006 decemberében bemutatták a Vanguard-osztály utódját: az új ballisztikus rakéta-hordozó tengeralattjárót várhatóan 2024-ben állítják hadrendbe.

#### Egyéb hajók

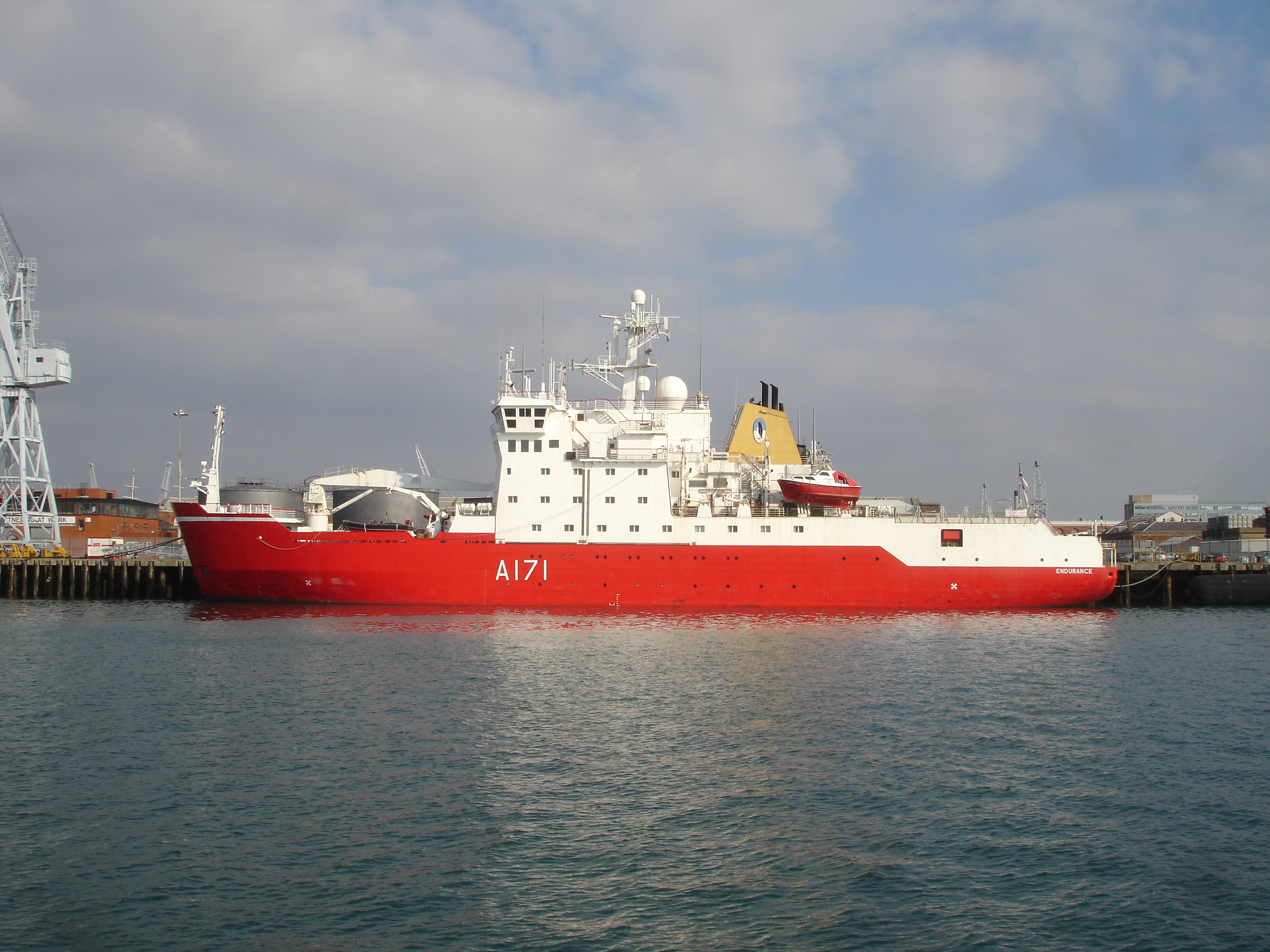
A HMS Endurance a Royal Navy antarktiszi őrhajója

Az 1990-es évek elején a Királyi Haditengerészetnek két típusú mélyvízi őrhajója volt, az Island-osztály és a nagyobb Castle-osztály. 1997-ben azonban mindkét osztály leváltása mellett döntöttek, és 2001-ben három még nagyobb, River-osztályú hajóra adtak le rendelést. A szokatlan konstrukció szerint a hajók tulajdonosa az építő Vosper Thorneycroft marad, és 2013-ig a Royal Navy-nak lízingeli a hajókat. A HMS Clyde River-osztályú hajót 2007 júliusában állították hadrendbe a Falkland-szigetek őrhajójaként. Szintén haditengerészeti hajó a Sandown- és a Hunt-osztályú aknakereső.